# Werner Dissel
Werner Dissel (* 26. August 1912 in Köln; † 22. Januar 2003 in Wildpark-West bei Potsdam) war ein deutscher Schauspieler, Regisseur und Hörspielsprecher.

## Leben

### Herkunft und frühe Jahre
Werner Dissel wuchs in Köln im Stadtteil Deutz auf. Er besuchte das Deutzer Gymnasium Schaurtestraße. 1931 bestand er die Reifeprüfung. Danach arbeitete er zunächst als Bildjournalist und Grafiker. Während dieser Zeit gehörte er zum Kreis, der sich um die von Franz Jung und Harro Schulze-Boysen herausgegebene Zeitschrift Der Gegner gebildet hatte. Er arbeitete ab 1935 zusammen mit Walter Küchenmeister an der Widerstandszeitung Wille zum Reich. 1937 wurde er von der Gestapo inhaftiert, da er sich einer antifaschistischen Bewegung angeschlossen hatte. 1939, zu Beginn des Zweiten Weltkriegs, wurde er wieder freigelassen. Der Verhaftungswelle gegen die Berliner Widerstandsgruppe Rote Kapelle entging er dann im Jahr 1942 nur dank der Standhaftigkeit seiner Freunde. Dissel absolvierte in dieser Zeit Armeedienst in einer Meteorologen-Einheit. Nach Ende des Zweiten Weltkrieges trat er der KPD bei.

### Theater
1945 kam Dissel in Wiesbaden als Bühnenbildner und Kabarettist erstmals in Berührung mit der Theaterbühne. Im Jahr 1950 siedelte er in die DDR über, wo er fortan als Schauspieler und Regisseur tätig war. Als Theaterschauspieler interpretierte Dissel ein breites Repertoire, das Stücke von William Shakespeare, die deutschen Autoren der Klassik und Romantik, das Theater der Jahrhundertwende, aber auch Stücke der Moderne und des zeitgenössischen Theaters umfasste. In den 1950er Jahren war er am Staatstheater Dresden, wo er u. a. unter Hannes Fischer in Friedrich Schillers Wallenstein den Questenberg spielte. Von 1960 bis 1989 gehörte er als festes Mitglied zum Berliner Ensemble und spielte mehrere Jahre lang am Potsdamer Hans Otto Theater. Weitere Bühnenstationen führten ihn an das Kleist-Theater Frankfurt (Oder), ans Deutsche Nationaltheater Weimar und ans Theater Magdeburg.

### Film, Fernsehen und Hörspiel
1954 gab Dissel sein Filmdebüt in Kurt Maetzigs Filmbiografie Ernst Thälmann – Sohn seiner Klasse mit einer Nebenrolle als nervöser Herr. Richard Groschopp besetzte ihn 1959 in der Filmkomödie Bevor der Blitz einschlägt als Silvio O. Schmitt in seiner ersten größeren Rolle auf der Kinoleinwand. In der französischen DEFA-Koproduktion Trübe Wasser, einer Verfilmung des Romans La Rabouilleuse  (Deutscher Titel: Junggesellenwirtschaft) von Honoré de Balzac, spielte er 1960 die Rolle des Fario. 1962 übernahm Dissel in dem DEFA-Märchenfilm Rotkäppchen an der Seite von Blanche Kommerell und Harald Engelmann die Rolle des bösen Wolfs, die ihm einem jüngeren Publikum bekannt machte. Im Fernsehen war er im selben Jahr in dem Fünfteiler Das grüne Ungeheuer als guatemaltekischer linksliberaler Journalist Dr. Luis Guerra, der mit seiner Tochter zusammen entführt werden soll, zu sehen. 1963 spielte er in Frank Beyers Kinofilm Nackt unter Wölfen zu Bruno Apitz’ gleichnamigen Roman die Rolle des Otto Lange. 1966 verkörperte er in dem DEFA-Zirkusfilm Schwarze Panther den Dressurreiter Alois Feldmann und spielte den ungarischen Juristen und Politiker Ernő Bródy in Wolfgang Luderers Lebende Ware. In dem Kriminalfilm Heroin folgte 1968 an der Seite von Günther Simon eine Hauptrolle als Zollrat Donkenberg. Im Fünfteiler Befreiung übernahm er 1969 die Rolle des Generaloberst und Berufsoffizier Alfred Jodl. Rainer Simon besetzte ihn 1975 in seiner Filmsatire Till Eulenspiegel in einer prägnanten Nebenrolle als Scholastiker. In der fünfteiligen Kinderserie Das Mädchen Störtebeker spielte er 1980 die durchgehende Rolle Hauptrolle des Opa Warning, den Großvater der titelgebenden Serienprotagonistin. 1982 übernahm er im Rahmen der Historienarztserie Berühmte Ärzte der Charité in der Folge Das scheinbar Unmögliche die Hauptrolle des an dem an der Berliner Charité tätigen Gynäkologen Walter Stoeckel. Im Oktober 1986 erhielt Dissel den Kunstpreis der DDR im Kollektiv. In dem sechsteiligen Fernsehfilm Sachsens Glanz und Preußens Gloria verkörperte er 1987 die Rolle des Fürsten Leopold I. von Anhalt-Dessau. 1988 besetzte ihn Rainer Bär als sizilianischen Kapitän aus Palermo neben Götz Schubert in dem Fernsehfilm Der Geisterseher, der auf dem gleichnamigen Romanfragment Friedrich Schillers basiert. 1989 war er an der Seite von Matthias Freihof in einer Nebenrolle als homosexueller Walter in Heiner Carows Coming Out, dem letzten DEFA-Kinofilm vor dem Mauerfall, zu sehen. Im Fernsehzweiteiler Albert Einstein spielte er 1990 den Physiker und Nobelpreisträger Max Planck. Zudem war in den DFF-Fernsehserien Klein, aber Charlotte, Ron und Tanja und Vorsicht! Falke! in Gastrollen zu sehen.
Im wiedervereinigten Deutschland konnte Dissel nahtlos an seine Laufbahn in der DDR anknüpfen. Er wirkte in signifikanten Nebenrollen in einer Vielzahl an Film- und Fernsehproduktionen, wie 1991 in Hartmut Griesmayrs Filmdrama Unser Haus oder 1992 in Roland Gräfs Die Spur des Bernsteinzimmers. In der ZDF-Familienserie Immenhof übernahm er von 1994 bis 1995 die durchgehende Rolle des Wilhelm vom verstorbenen Wolfried Lier. Neben festen Serienrollen übernahm er wiederholt Gastauftritte in verschiedenen Fernsehserien- und reihen, u. a. in Für alle Fälle Stefanie, Wir sind auch nur ein Volk, Kanzlei Bürger, Liebling Kreuzberg, Der letzte Zeuge und in der ARD-Krankenhausserie In aller Freundschaft. Zwischen 1970 und 1999 übernahm er mehrfach Gastrollen in den Fernsehreihen Der Staatsanwalt hat das Wort und Polizeiruf 110. 
Im Jahr 2000 war Dissel an der Seite von Franka Potente als Großvater im Thriller Anatomie letztmals auf der Kinoleinwand zu sehen. Späte Aufmerksamkeit brachte ihm 2001 die Darstellung des einstigen Bundeskanzlers Konrad Adenauer in dem Fernsehzweiteiler Der Verleger. Ende November 2002 sah man ihn in Jorgo Papavassilious Kriminalfilm Liebe unter Verdacht als Rabbiner Baruch Kahane, der zum Mordopfer wird. Seine letzte Rolle vor der Kamera hatte er als Adolf neben Barbara Rudnik und Axel Milberg in der im Dezember 2002 erstgesendeten Fernseh-Komödie Liebling, bring die Hühner ins Bett von Matthias Tiefenbacher. In seiner rund sechs Jahrzehnte lang andauernden Karriere wirkte Dissel in über 170 Film- und Fernsehproduktionen.
Werner Dissel betätigte sich auch als Hörspielsprecher. Ab 1960 arbeitete er durchgehend für den staatlichen Rundfunk der DDR, wo er bis 1990 rund 100 Hörspiele einsprach. Dissel starb im Januar 2003 im Alter von 90 Jahren.

## Filmografie

### Kino
- 1954: Ernst Thälmann – Sohn seiner Klasse
- 1956: Die Millionen der Yvette
- 1956: Der Hauptmann von Köln
- 1958: Die Elenden
- 1958: Ein Mädchen von 16 ½
- 1958: Der Prozeß wird vertagt
- 1959: Ware für Katalonien
- 1959: Bevor der Blitz einschlägt
- 1959: Verwirrung der Liebe
- 1959: Musterknaben
- 1960: Trübe Wasser
- 1961: Die Liebe und der Co-Pilot
- 1961: Der Fremde
- 1961: Der Fall Gleiwitz
- 1961: Der Mann mit dem Objektiv
- 1962: Ärzte
- 1962: Rotkäppchen
- 1963: Nackt unter Wölfen
- 1963: Jetzt und in der Stunde meines Todes
- 1964: Pension Boulanka
- 1965: Solange Leben in mir ist
- 1965/1990: Denk bloß nicht, ich heule
- 1966: Lebende Ware
- 1966: Schwarze Panther
- 1966: Zejscie do piekla
- 1968: Heroin
- 1970: Der Major im Visier (Pułapka)
- 1972: Trotz alledem!
- 1973: The Great Battle
- 1973: Der Wüstenkönig von Brandenburg
- 1974: Ulzana
- 1974: Johannes Kepler
- 1975: Am Ende der Welt
- 1975: Till Eulenspiegel
- 1976: Mann gegen Mann
- 1976: Beethoven – Tage aus einem Leben
- 1978: Rotschlipse
- 1978: Ein Sonntagskind, das manchmal spinnt
- 1980: Johann Sebastian Bachs vergebliche Reise in den Ruhm
- 1980: Levins Mühle
- 1984: Kaskade rückwärts
- 1985: Hälfte des Lebens
- 1986: Der Traum vom Elch
- 1987: Stielke, Heinz, fünfzehn…
- 1987: Kindheit
- 1988: Fallada – Letztes Kapitel
- 1989: Coming Out
- 1989: Der Magdalenenbaum
- 1990: Rückkehr aus der Wüste
- 1990: Die Architekten
- 1990: Grönland
- 1991: Farßmann oder Zu Fuß in die Sackgasse
- 1991: Der Besucher
- 1992: Alles Lüge
- 1992: Mau Mau
- 1992: Verlorene Landschaft
- 1992: Die Spur des Bernsteinzimmers
- 1994: Heller Tag
- 2000: Anatomie

### Fernsehen

#### Fernsehfilme
- 1960: Gerichtet bei Nacht
- 1961: Gewissen in Aufruhr (Fünfteiler)
- 1962: Der Vierte
- 1962: Tempel des Satans (Dreiteiler, Teil 3)
- 1962: Das Mädchen ohne Mitgift
- 1962: Das grüne Ungeheuer (Fünfteiler, 4 Teile)
- 1963: Rolando Gomez ist verschwunden
- 1963: Die Räuberbande
- 1963: Die rote Kamille
- 1964: Der Saubär
- 1964: Die Maskierten
- 1964: Die heiligen drei Könige
- 1965: Abgelegt unter M
- 1965: Wolf unter Wölfen (Vierteiler, Teil 2 Schwüle über dem Land)
- 1965: Poker zu dritt
- 1965: Chaussee zum großen Himmelswagen
- 1965: Dr. Schlüter (Fünfteiler, Teil 3 Das Testament)
- 1966: Die Tage der Commune (Theateraufzeichnung)
- 1966: Truthahn-Story
- 1967: Zwanzig Zahnbürsten
- 1967: Geschichten jener Nacht (Episodenfilm, Teil 3 Materna)
- 1967: Laurencia
- 1968: Geheimkommando Ciupaga (Dreiteiler, Teil 3)
- 1968: Die entführte Braut
- 1969: Krupp und Krause (Fünfteiler, Teil 3 Bis die Haie torkeln)
- 1969: Der Rubin
- 1969: Die Rosenholzmöbel
- 1969: Verschwörung
- 1969: Befreiung (Fünfteiler, 2 Teile)
- 1970: Jeder stirbt für sich allein (Dreiteiler, Teil 3)
- 1971: Der Sonne Glut (Vierteiler)
- 1971: Über ganz Spanien wolkenloser Himmel (Dreiteiler, Teil 2)
- 1971: Unerwarteter Besuch
- 1971: Optimistische Tragödie
- 1971: Die Verschworenen (Fünfteiler, 2 Teile)
- 1973: Letzte Nachrichten
- 1973: Der wunderbare Schatz
- 1974: Der Maulheld
- 1974: Die Frauen der Wardins (Dreiteiler, Teil 3 Der Schafsberg)
- 1974: Der aufhaltsame Aufstieg des Arturo Ui (Theateraufzeichnung)
- 1976: Jede Woche Hochzeitstag
- 1978: Das Leben des Galileo Galilei
- 1979: Abschied vom Frieden (Dreiteiler, Teil 1)
- 1979: Die lange Straße (Fünfteiler, Teil 4 Im Sternbild des Löwen)
- 1979: Die Rache des Kapitäns Mitchell
- 1980: Anamnese
- 1981: Chirurgus Johann Paul Schroth
- 1981: Der ungebetene Gast (Zweiteiler)
- 1983: Die Schöne und das Tier
- 1983: Antrag auf Adoption
- 1983: Bruno H. Bürgel – Berliner Firmament
- 1984: Zeitzünder
- 1985: Händel aus Halle
- 1985: Flug des Falken (Vierteiler, Teil 1)
- 1986: Ernst Thälmann (Zweiteiler)
- 1986: Zwischen Abschied und Wiedersehen
- 1987: Koppenreuter kommt nicht
- 1987: Der Mittelstürmer verweigert das Paradies
- 1987: Gold für den König
- 1987: Das wirkliche Blau
- 1987: Sachsens Glanz und Preußens Gloria (Sechsteiler, 2 Teile)
- 1988: Der Geisterseher
- 1988: Präriejäger in Mexiko (Zweiteiler)
- 1989: Späte Ankunft (Zweiteiler)
- 1990: Mäuselaufrad
- 1990: Albert Einstein (Zweiteiler, Teil 1 Der letzte Sommer)
- 1990: Alter Schwede
- 1991: Mocca für den Tiger
- 1991: Unser Haus
- 1992: Das Trio
- 1992: Begräbnis einer Gräfin
- 1992: Scheusal
- 1992: Landschaft mit Dornen
- 1992: Andy
- 1995: Der Infiltrator
- 1996: Lautlose Schritte
- 1998: Gehetzt – Der Tod im Sucher
- 1999: Picknick im Schnee
- 2001: Der Verleger
- 2002: Liebe unter Verdacht
- 2002: Liebling, bring die Hühner ins Bett

#### Fernsehserien und -reihen
- 1960–1961: Moabiter Miniaturen (verschiedene Rollen, 2 Folgen)
- 1961: Blaulicht (Folge: Antiquitäten)
- 1967–1969: Der Mensch neben dir (verschiedene Rollen, 2 Folgen)
- 1970–1975: Weimarer Pitaval (verschiedene Rollen, 2 Folgen)
- 1970: Der Staatsanwalt hat das Wort: Außenseiter
- 1971: Zollfahndung (Folge 12: Nächtlicher Empfang)
- 1973: Stülpner-Legende (7 Folgen)
- 1973: Das unsichtbare Visier (Folge 1: Der römische Weg)
- 1975: Polizeiruf 110: Der Spezialist
- 1978: Marx und Engels – Stationen ihres Lebens (Folge 2: Vom Kopf auf die Füße)
- 1980: Das Mädchen Störtebeker (3 Folgen)
- 1981: Berühmte Ärzte der Charité (Folge: Das scheinbar Unmögliche)
- 1987: Der Staatsanwalt hat das Wort: Versuchung
- 1985: Zahn um Zahn (Folge: Urlaub)
- 1987: Der Staatsanwalt hat das Wort: Für Elise
- 1987: Einzug ins Paradies (2 Folgen)
- 1988: Tiere machen Leute (2 Folgen)
- 1988–1990: Barfuß ins Bett (10 Folgen)
- 1989: Polizeiruf 110: Der Wahrheit verpflichtet
- 1989: Polizeiruf 110: Katharina
- 1989: Polizeiruf 110: Trio zu viert
- 1989: Der Staatsanwalt hat das Wort: Millionenerben
- 1990: Klein, aber Charlotte (Folge 5)
- 1990: Ron und Tanja (Folge 6)
- 1991: Vorsicht! Falke! (7 Folgen)
- 1991: Polizeiruf 110: Zerstörte Hoffnung
- 1991: Polizeiruf 110: Big Band Time
- 1992: Sherlock Holmes und die sieben Zwerge (Folge 7: Der verschwundene Archivar)
- 1993: Motzki (Folge 4: Der Rollstuhl)
- 1993: Auf eigene Gefahr (Folge 13: Die Katze)
- 1994: Schwarz greift ein (Folge 3: Der Komplize)
- 1994: Zwei alte Hasen (Folge 1: Goldfieber)
- 1994–1995: Immenhof (18 Folgen)
- 1995–1998: Für alle Fälle Stefanie (verschiedene Rollen, 2 Folgen)
- 1995: Wir sind auch nur ein Volk (Folge 4: Der zweite Sekretär)
- 1995: Freunde fürs Leben (Folge: Mordverdacht)
- 1995: Balko (Folge 15: Bon Voyage)
- 1995: Kanzlei Bürger (Folge 11: Das Wunschkind)
- 1995: Polizeiruf 110: Alte Freunde
- 1997: Einsatz Hamburg Süd (Folge 3: Prince Solombo)
- 1998: Liebling Kreuzberg (Folge: Paula, komm wieder)
- 1998: Der letzte Zeuge (Folge 2: Die Nacht, in der ein Toter stirbt)
- 1998: Alarm für Cobra 11 – Die Autobahnpolizei (Folge: Zwischen den Fronten)
- 1998: In aller Freundschaft (Folge 5: Einer für alle, alle für einen)
- 1999: Polizeiruf 110: Mordsfreunde
- 2000: Tatort: Rattenlinie
- 2001: St. Angela (Folge: Torheit schützt vor Krankheit nicht)
- 2002: Die Cleveren (Folge: Die Göttin: Teil 2)

### Regie (Auswahl)
- 1962: Die Insel der Aphrodite
- 1963: Man spielt nicht mit der Liebe
- 1963: Viel Lärm um Nichts

## Theater (Auswahl)
- 1955: Friedrich Schiller: Wallenstein (Questenberg) – Regie: Hannes Fischer (Staatstheater Dresden)
- 1956: Günther Weisenborn: Das verlorene Gesicht – Regie: Hannes Fischer (Staatstheater Dresden)
- 1967: Bertolt Brecht: Der Brotladen (Brecht-Abend Nr. 4) – Regie: Manfred Karge/Matthias Langhoff (Berliner Ensemble)
- 1975: Karl Mickel: Celestina (Inquisitor) – Regie: Jürgen Pörschmann/ Günter Schmidt (Berliner Ensemble)
- 1983: Günther Weisenborn: Ramilie von Nevada (Cricot) – Regie: Herbert Fischer (Szenische Lesung in der Akademie der Künste der  DDR)

## Hörspiele
- 1966: Bertolt Brecht: Das Verhör des Lukullus (Lehrer) – Regie: Kurt Veth (Rundfunk der DDR)
- 1968: Michail Schatrow: Bolschewiki – Regie: Wolf-Dieter Panse (Rundfunk der DDR)
- 1968: Hans Pfeiffer: Dort unten in Alabama – Regie: Wolfgang Brunecker (Hörspiel – Rundfunk der DDR)
- 1969: Eduard Claudius: Vom schweren Anfang – Regie: Horst Liepach (Kinderhörspiel – Rundfunk der DDR)
- 1970: Michail Schatrow: Der sechste Juli (Golubowski) – Regie: Helmut Hellstorff (Hörspiel – Rundfunk der DDR)
- 1971: Jürgen Beidokat: Drei Kapitel über eine Meuterei (Kapitän Edwards) – Regie: Werner Grunow (Hörspiel – Rundfunk der DDR)
- 1973: Hans-Ulrich Lüdemann: Überlebe das Grab (Pfarrer) – Regie: Werner Grunow (Hörspiel – Rundfunk der DDR)
- 1976: Rodney David Wingfield: Auf Provisionsbasis (Bradley) – Regie: Helmut Hellstorff (Hörspiel – Rundfunk der DDR)
- 1976: Heinrich von Kleist: Michael Kohlhaas (Amtmann) – Regie: Hans-Dieter Meves (Hörspiel – Rundfunk der DDR)
- 1976: Wolfgang Kohlhaase: Die Grünstein-Variante, 1. Fassung (Gefängnisdirektor) – Regie: Günther Rücker (Hörspiel – Rundfunk der DDR)
- 1976: Johann Nestroy: Der böse Geist Lumpacivagabundus oder Das liederliche Kleeblatt (Stellaris) – Regie: Maritta Hübner (Hörspiel – Rundfunk der DDR)
- 1977: Carlos Coutinho: Die letzte Woche vor dem Fest (Alter Mann) – Regie: Helmut Hellstorff (Hörspiel – Rundfunk der DDR)
- 1978: Hans Siebe: Sommer in Kriebusch (Major) – Regie: Fritz-Ernst Fechner (Hörspiel – Rundfunk der DDR)
- 1980: Dorothy L. Sayers: Der Verdacht (Dr. Griffith) – Regie: Werner Grunow (Kriminalhörspiel – Rundfunk der DDR)
- 1981: Giorgio Bandini: Unser unmenschliches Haus – Regie: Helmut Hellstorff (Hörspiel – Rundfunk der DDR)
- 1986: Armenisches Volksmärchen: Anahit (Alter) – Regie: Uwe Haacke (Kinderhörspiel – Rundfunk der DDR)
- 1987: Michail Bulgakow: Die letzten Tage (Heeckeren) – Regie: Ingeborg Medschinski (Hörspiel – Rundfunk der DDR)
- 1987: Leonid Leonow: Die Bändigung Badadoschkins – Regie: Peter Groeger (Hörspiel – Rundfunk der DDR)
- 1988: Thomas Rosenlöcher: Das Gänseblümchen (Erzähler) – Regie: Werner Grunow (Kinderhörspiel – Rundfunk der DDR)
- 1988: Christoph Wielepp: Der Klipperbixstein (Stein) – Regie: Manfred Täubert (Kinderhörspiel/Kurzhörspiel – Rundfunk der DDR)
- 1988: Hans Christian Andersen: Der kleine und der große Klaus (Hirt) – Regie: Werner Buhss (Kinderhörspiel – Litera)
- 1989: Alexej Tolstoi: Gevatter Naúm (Zarenvater) – Regie: Rainer Schwarz (Kinderhörspiel – Litera)